# Ondřej Mazuch
Ondřej Mazuch (ur. 15 marca 1989 w Hodonínie) – czeski piłkarz występujący na pozycji środkowego obrońcy w czeskim klubie FK Teplice.

## Kariera piłkarska

### Kariera klubowa
Wychowanek klubu Pares Prušánky, Sigma Hodonín i 1. FC Brno. W 2006 rozpoczął karierę piłkarską w 1. FC Brno, dla którego rozegrał 24 spotkania i strzelił 1 gola, po czym 2 czerwca 2007 przeniósł się do Fiorentiny. W sezonie 2009/2010 był wypożyczony do Anderlechtu, a po rozgrywkach sprzedano go do tego klubu na stałe na 4 lata za 1,3 miliona euro. 17 stycznia 2012 podpisał 3-letni kontrakt z ukraińskim Dniprem Dniepropetrowsk. Po wygaśnięciu kontraktu latem 2015 opuścił Dnipro. W 2016 roku został piłkarzem Sparty Praga.
W 2017 roku Mazuch został zawodnikiem angielskiego klubu Hull City.

### Kariera reprezentacyjna
Mazuch ma za sobą występy w młodzieżowych reprezentacjach Czech. W seniorskiej kadrze zadebiutował 22 maja 2010 w przegranym 1:2 towarzyskim meczu z Turcją.